# Plošina (geomorfologie)

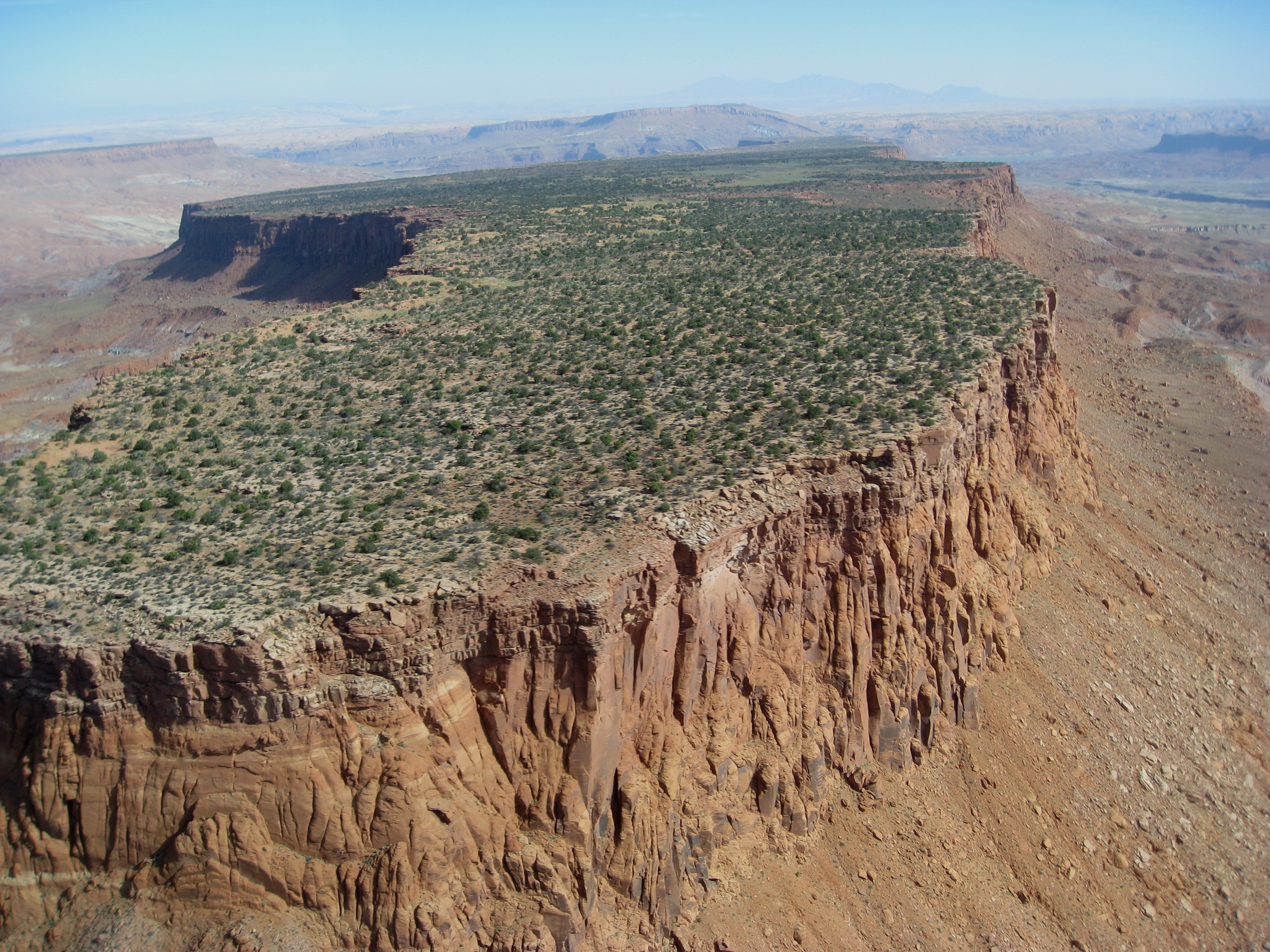
Monument Valley

Plošina nebo plateau nebo plató je v geografii a geomorfologii označení pro ploché území nacházející se v jakékoliv nadmořské výšce kdekoliv na Zemi.

## Běžná definice
- plochý tvar reliéfu skloněný do 3°
- území s plochým nebo jen velmi mírně zvlněným georeliéfem (výškové rozdíly do 200 m/převládající výšková členitost do 30 m) v okolním členitějším území, které je zpravidla odděleno svahem od příslušné erozní základny

## Na Slovensku
Na Slovensku se plošiny vyskytují zejména ve Slovenském rudohoří, Spišsko-gemerském krasu, Slovenském krasu a jinde.